# Judith Berkson
Judith Berkson (1977) is een Amerikaans sopraan, die daarnaast de piano en andere toetsinstrumenten bespeelt, maar ook onder meer de accordeon.
Berkson volgde een opleiding aan het New England Conservatory, waar ze zangeducatie kreeg van sopraan Lucy Shelton, pianolessen van Judith Godfrey en Viola Haas en compositieleer van Joe Maneri (jazz en microtonale muziek). Door haar veelzijdige opleiding (van klassiek tot jazz) hoefde zij zich ook niet aan een bepaald genre te houden. Ze wisselt liederen van Arnold Schönberg en Alban Berg af met muziek van bijvoorbeeld Steve Coleman. Naast zangwerkzaamheden is Berkson cantor in New York en ook dat is in haar werk terug te vinden.
Ze schrijft vanaf 2010 aan een kameropera Storm and stress, die in de herfst van 2012 haar eerste uitvoering moet krijgen.

## Discografie
- Lu-lu (2006)
- Oylam (2010)